# Arantza Santesteban
Arantza Santesteban   (Pamplona, 1979) és una historiadora i cineasta navarra principalment coneguda per haver dirigit el documental 918 gau.

## Biografia
El 4 d'octubre de 2007, Arantza va ser detinguda mentre mantenia una reunió amb altres dirigents de Batasuna, que en aquell moment era il·legal a causa de la Llei de Partits. El jutge Garzón la va acusar de membre d'un grup terrorista i va estar quasi tres anys en presó preventiva.
L'any 2012 va començar a dirigir diversos documentals. Entre ells el seu primer treball anomenat Passatgeres. El 2017 dirigí la pel·lícula Euritan juntament amb Irati Gorostidi, que va ser seleccionada per al catàleg de Kimuak 2017. El 2021, dirigí el documental 918 gau (918 nits) per a explicar les seues experiències a la presó i les fractures que van crear a la seua vida després. Aquesta darrera pel·lícula guanyà el premi al millor documental internacional al festival Doclisboa i és un dels pocs casos en la història del cinema en què la mateixa persona que dirigeix una pel·lícula sobre presons ha sigut ella mateixa empresonada.